# Kostel svatého Jakuba Staršího (Pohořelice)
Kostel svatého Jakuba Staršího je římskokatolický chrám ve městě Pohořelice v okrese Brno-venkov. Je chráněn jako kulturní památka České republiky.

## Historie
Původně zde stával románský kostel, který společně se vsí v roce 1278 shořel. Na jeho místě byl postupně vystavěn současný gotický chrám. Jeho nejstarší částí je zřejmě polygonálně ukončené kněžiště (někdy mezi lety 1290–1323), později do roku 1580 vzniklo trojlodí a hranolová věž asymetricky umístěná v západním průčelí. V roce 1668 byly provedeny menší renesanční úpravy. V roce 1934 byly v interiéru odkryty gotické fresky, které byly naposledy restaurovány v letech 2003–2005.
Kolem kostela se do roku 1831 nacházel hřbitov. U severovýchodní strany kostela stojí barokní socha svatého Vendelína ze 2. třetiny 18. století a kamenný kříž.
Je farním kostelem pohořelické farnosti.

## Galerie

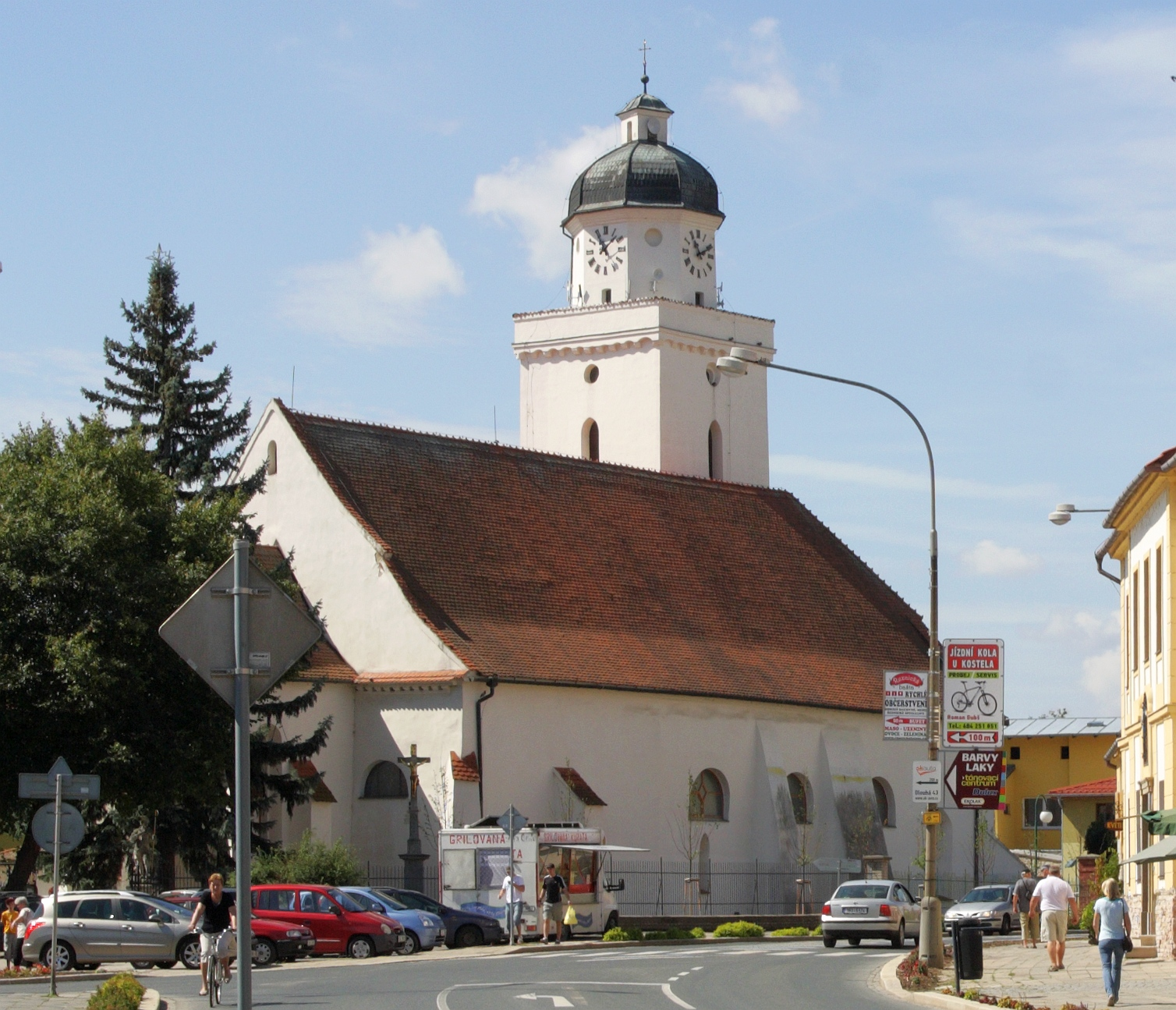
pohled od severovýchodu
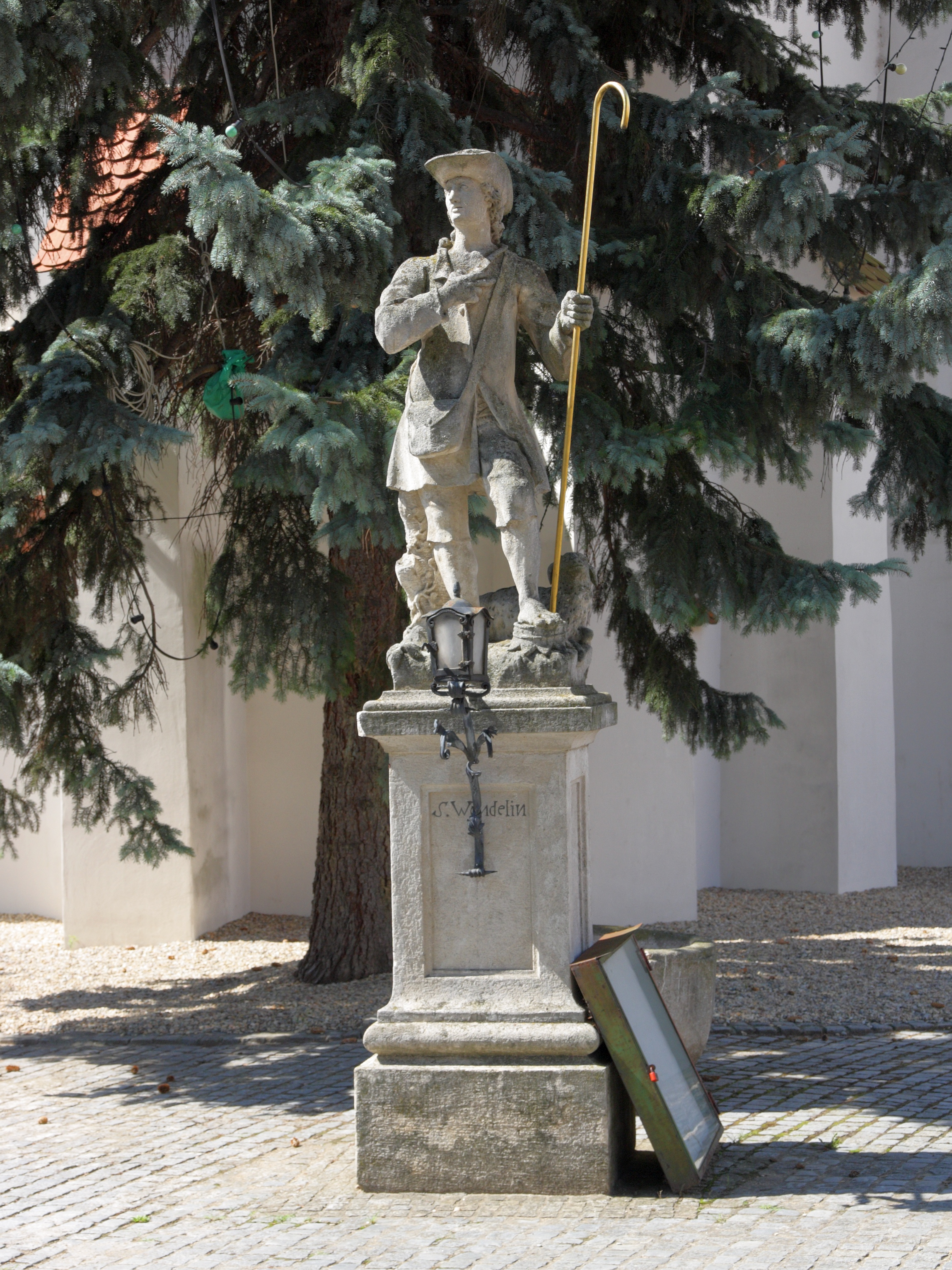
socha svatého Vendelína
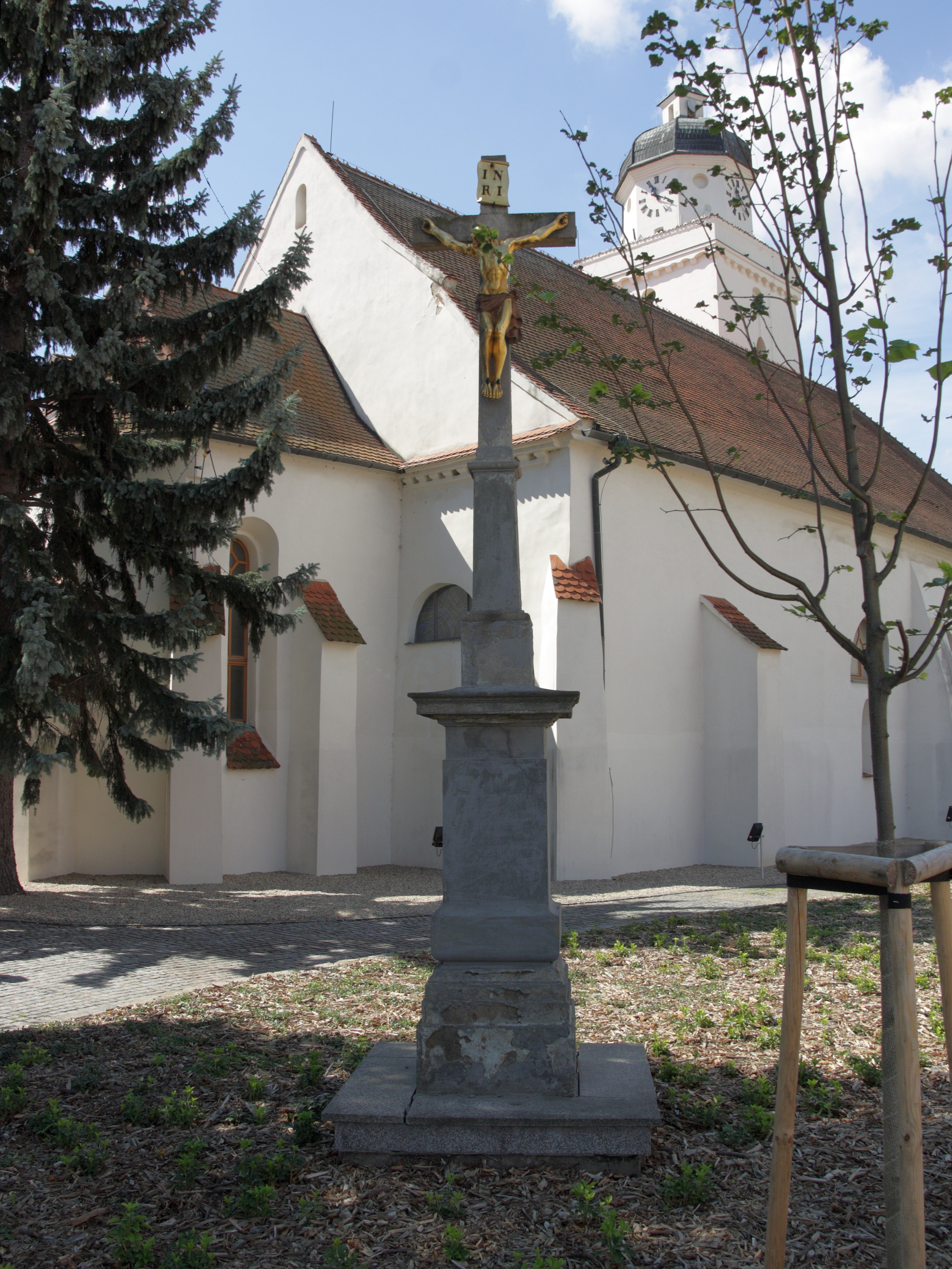
kříž u kostela
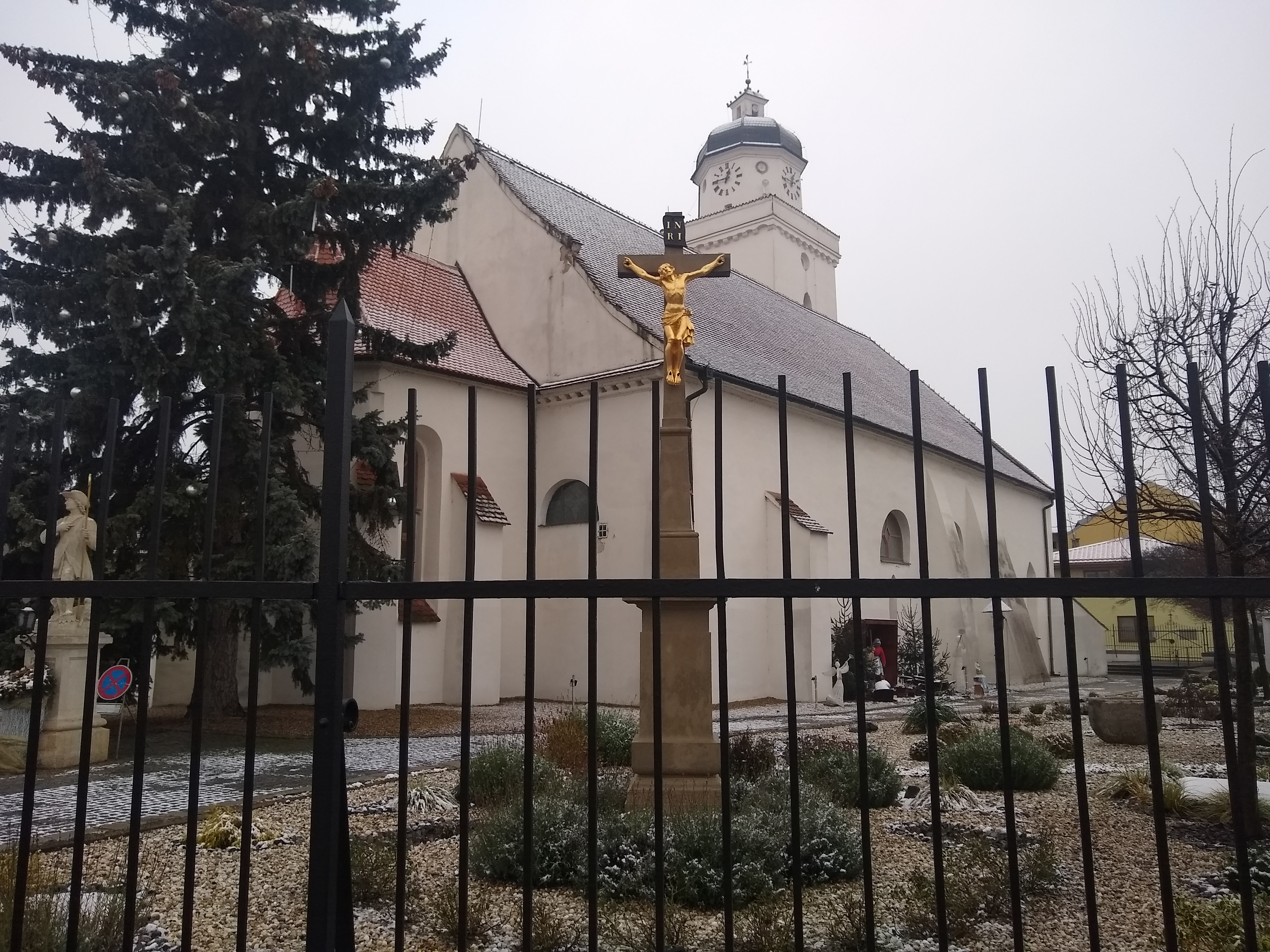
Pohled na kostel po renovaci kříže, sochy sv. Vendelína a okolí stavby